# Callipallene panamensis
Callipallene panamensis is een zeespin uit de familie Callipallenidae. De soort behoort tot het geslacht Callipallene. Callipallene panamensis werd in 1979 voor het eerst wetenschappelijk beschreven door Child. 